# Feathertop (film 1916)
Feathertop è un film muto del 1916 diretto da Henry J. Vernot (con il nome Henry Vernot).
La storia di Nathaniel Hawthorne viene qui portata per la seconda volta sullo schermo: nel 1912, era uscito Feathertop, un cortometraggio prodotto dalla Eclair American con protagonista Muriel Ostriche.

## Produzione
Il film fu prodotto dalla Gaumont Company.

## Distribuzione
Distribuito dalla Mutual Film, il film uscì nelle sale cinematografiche USA il 17 aprile 1916